# SN 2006gr
SN 2006gr – supernowa typu Ia odkryta 21 września 2006 roku w galaktyce UGC 12071. W momencie odkrycia miała maksymalną jasność 18,80m.